# Guillaume Dubois (Crétin)
Guillaume Dubois, llamado Crétin, (sobre 1460 - 30 de noviembre de 1525), fue un poeta francés del siglo XVI.
Fue tesorero de la Sainte-Chapelle en Vincennes, y cantor de la Sainte-Chapelle de París. A él se deben cantos reales, muy alabados por sus contemporáneos. Fue también, junto a Jean Molinet y el ahijado de éste Jean Lemaire de Belges, uno de los poetas que más influyó en Clément Marot

## Obra
- Chants royaulx et aultres petitz traictez, Galliot du Pré, 1527.

- Déploration de Guillaume Cretin sur le trépas de Jean Okeghem, musicien, premier chapelain du roi de France et trésorier de Saint-Martin de Tours, Paris, A. Claudin, 1864; Paris, H. Baron, 1965.

- Débat entre deux dames sur le passetemps des chiens et des oiseaux. Poème. Suivi de la Chasse royalle. Poème, Paris, Librairie des bibliophiles, 1882.

- Oeuvres poétiques de Guillaume Crétin, ed. de  Kathleen Chesney, Paris, Firmin-Didot, 1932; Genf, Slatkine, 1977.

## Literatura
- Robert Sabatier. La Poésie du XVIe siècle, Paris, Albin Michel, 1975, p. 18–20.

- Laffont-Bompiani. Le nouveau dictionnaire des oeuvres de tous les temps et de tous les pays. Auteurs, Paris 1994, p. 772 (Reihe Bouquins).